# Rudolf Lange
Rudolf Lange (Weißwasser, 10 april 1910 - Poznań, 23 februari 1945) was een prominente, Duitse nazi-officier.
Hij diende als bevelhebber voor de SD en de SIPO in Riga, Letland. Hij nam deel aan de Wannseeconferentie en was grotendeels verantwoordelijk voor de uitroeiing van de Joodse bevolking van Letland. Zijn groep (Einsatzgruppe A) doodde in minder dan zes maanden meer dan 250.000 Joden.
Lange studeerde rechten en werd lid van de SA en de Gestapo (geheime politie). In 1936 voegde hij zich bij de SS en het jaar daarop ook bij de NSDAP. Hij was een tijdje bevelhebber van de politie van Berlijn. In 1941 werd hij Sturmbannführer (majoor). Zijn Einsatzgruppe A EK2 doodseskader in de Baltische staten, meestal in Letland, was verantwoordelijk voor de massamoorden in de buitenwijken van Riga, waardoor meer dan 35.000 mensen werden vermoord in twee dagen. Mede door die actie werd hij uitgenodigd op de Wannseeconferentie.
In 1942 werd Lange tot Obersturmbannführer (luitenant-kolonel) benoemd als hoofd van de SS en de SIPO van de regio Warta. Maar in 1945 werd Lange benoemd tot Standartenführer (kolonel) in de SS. Hij zou gedood zijn in een actie bij Poznań, in februari 1945 in Polen. Andere bronnen beweren dat hij zelfmoord gepleegd zou hebben. De echte doodsoorzaak is onduidelijk. Hij was ook een van de SS-officieren die het Duitse Kruis in Goud ontving.

## Militaire loopbaan
- SS-Untersturmführer: 6 juli 1938[1]
- SS-Obersturmführer: 9 november 1938[1]
- SS-Hauptsturmführer: 20 april 1940[1]
- SS-Sturmbannführer: 1 maart 1941[2]
- SS-Obersturmbannführer: 9 november 1943[1][3]
- SS-Standartenführer: 30 januari 1945[1]

## Lidmaatschapsnummer
- NSDAP-nr.: 4 922 869[3]
- SS-nr.: 290 308[1]

## Decoraties
- Duitse Kruis in goud op 6 februari 1945[1][4]
- IJzeren Kruis 1939, 1e Klasse en 2e Klasse[1][3]
- SS-Ehrenring[3]
- Kruis voor Oorlogsverdienste, 2e Klasse[3]